# Vogrin
Vogrin je priimek več znanih Slovencev.

## Znani nosilci priimka
- Alenka Vogrin (1950—1998), arheologinja
- Andreja Vogrin, mednarodna politologinja
- Benedikt Vogrin (17. stol.), pridigar
- Bernarda Vogrin, pedatrinja
- Ignacij (Vatroslav) Vogrin (1886—?), entomolog
- Ivan Vogrin (*1960), ekonomist, podjetnik, politik - poslanec
- Janja Vogrin, citrarka
- Jože Vogrin (1917—?), župnik
- Jožef Vogrin, nadžupnik, arhidiakon (Slov. Konjice)
- Lovro Vogrin (1809—1869), slovenski duhovnik in narodni buditelj
- Marjan Vogrin, frančiškan konventualec, škofijski arhivar v Kopru
- Matjaž Vogrin, zdravnik ortoped, strokovni direktor Bolnišnice Maribor
- Max Vogrin (1899—1985), geodet, nemški stotnik-po materi slov.rodu (Fedja Klavora: Hauptman Vogrin /Dobri Nemec - 1943/44 poveljujoči častnik v Bovcu
- Milan Vogrin, biolog, zasebni naravoslovni raziskovalec - ornitolog, fotograf
- Nana Vogrin, kulturna producentka
- Srečko Vogrin (1940—1993), psihiater alkoholog in socialni medicinec
- Tone Vogrin, trobentač
- Željko Vogrin, načelnik UE Maribor